# マンハッタン (カンザス州)
マンハッタン（Manhattan）は、アメリカ合衆国カンザス州の都市。ライリー郡の郡庁所在地である。人口は5万4100人（2020年）で、大半はこの町に本部を置くカンザス州立大学の学生や教職員である。市の愛称は、ニューヨーク市マンハッタン地区の愛称であるビッグ・アップルに因んで「リトルアップル」である。

## 歴史
1855年設立。「血を流すカンザス」時代であり混乱していたが、軍の駐屯地があり比較的安全な土地と考えられた。1857年に町として法人化し「マンハッタン町」が誕生した。1863年、州の農業大学が開学した。

## 地理
州都トピカの西80キロメートルに位置している。カンザス川とビッグブルー川の合流地点に近い。

## 出身者
- アール・ウッズ - 軍人。タイガー・ウッズの父親。
- トーマス・エルロイ・オーバーハイム - エンジニア、発明家。
- ウォルター・ジョン・ストーセル - 政治家、外交官。
- チャールズ・バックマン - 科学者。
- カサンドラ・ピーターソン - 女優。
- ジェレミー・ベイツ - アメフト指導者